# Anna-Marie McLemore
Anna-Marie McLemore je mexicko-americká nebinární osoba věnující se psaní magického realismu pro mládež. Známí je pro své romány When the Moon was Ours, jež obdržel Cenu Stonewall, Wild Beauty a The Weight of Feathers.

## Osobní život
McLemore je queer osoba latinskoamerického původu, což uvádí jako jeden ze svých důvodů psát o inkluzivních, queer, latinskoamerických kolektivech. Jejich manžel je transgender. Sami McLemore je nebinární a bigender; používá rodově neutrální zájmena they/them v singuláru.
Jako svou inspiraci zmiňuje McLemore pohádky a příběhy ze svého dětství a také prostředí, ve kterém vyrůstali. Mnoho z jejich románů pojednává o magicko-realistických tématech a queer postavách; figuruje v nich španělština a francouzština. Jednou z knih, které je přivedly na spisovatelskou dráhu, je román Laury Esquivel Like Water for Chocolate a mezi osobnosti, které je ovlivnily, patří Carla Trujillo, Malinda Lo, Isabel Allende a Federico García Lorca.

## Kariéra
V roce 2011 byli McLemore spolkem Lambda Literary oceněni „Emerging writers“.
Jejich debutový román pro mládež, The Weight of Feathers, byl vydán v roce 2015 nakladatelstvím Thomas Dunne Books. Magicko-realistický příběh o černé magii se zabývá tématy diskriminace a marginalizace a zahrnuje generační svár mezi mexicko-americkou a romskou rodinou. V roce 2016 se jejich debut ocitl mezi finalisty Debutové ceny Williama C. Morrise a od organizace Bulletin of the Center for Children's Books obdržel hodnocení s hvězdičkou. Rovněž byl v roce 2016 spolkem YALSA jmenován jednou z desítky nejlepších beletrií pro mládež.
Jejich druhý román, When the Moon Was Ours, magicko-realistická pohádka o lásce mezi transgenderovým pákistánsko-americkým chlapcem a cisgenderovou queer latinoameričankou, byl vydán nakladatelstvím Thomas Dunne Books v roce 2016. V témže roce obdrželi McLemore Cenu Jamese Tiptreeho ml. a v roce 2017 Čestnou cenu Stonewall. Kirkus Reviews a Booklist jmenovaly When the Moon Was Ours nejlepší knihou roku. Román obdržel recenzi s hvězdičkou od Kirkus Reviews, School Library Journal a Booklistu.
Třetí román od McLemore, Wild Beauty, o rodině prokletých žen a kouzelných zahrad, byl vydán v roce 2017 nakladatelstvím Feiwel and Friends. Opět obdržel recenze s hvězdičkou od Kirkus Reviews, School Library Journal a Booklistu; Kirkus Reviews a Booklist jej rovněž opět jmenovaly nejlepší knihou roku. V roce 2018 byl Wild Beauty nominován na cenu Northern California Book Award.
Jejich čtvrtý román, Blanca & Roja, je latinskoamerickou adaptací Labutího jezera a Sněhurky. Titulní postavy, sestry, se zamilují do chlapce, který se dokáže proměnit v medvěda, a nebinárního teenagera, který se dokáže proměnit v labutí mládě. Román byl vydán v roce 2018 nakladatelstvím Feiwel and Friends. Obdržel recenze s hvězdičkou od Kirkus Reviews, School Library Journal a Booklistu. School Library Journal jej označil za nejlepší knihu roku 2018.
Jejich pátý román, Dark and Deepest Red, je příběh s dvojí dějovou linií založený na filmu The Red Shoes; děj se odehrává se v roce 1518 ve Štrasburku a souběžně v roce 2018. Kniha byla vydána na počátku roku 2020.
Jejich šestý román, Miss Meteor, pojednává o dvou dívkách pokoušejících se změnit budoucnost svého města, zatímco se účastní talentové soutěže. Miss Meteor vznikl ve spolupráci se spisovatelkou Tehlor Kay Mejiou; jedná se o první román, na kterém se McLemore podíleli s jinou autorkou. Byl vydán v roce 2020 nakladatelstvím HarperCollins.
Sedmý román McLemore, Mirror Season, byl publikován v březnu 2021 nakladatelstvím Feiwel & Friends. Osmý román, Lakelore, bude vydán v roce 2022.
Jejich romány byly přeloženy do turečtiny, italštiny a španělštiny; v češtině dosud žádný z nich nevyšel.[zdroj?]
McLemore rovněž vydali několik povídek a esejů pro antologie publikované v edicích Ambush, Harlequin Teen, Candlewick, Simon Pulse, Soho Teen, a Algonquin Young Readers.[zdroj?]

## Ocenění a nominace
| Rok  | Ocenění                           | Dílo                   | Kategorie                                         | Výsledek                         | Ref    |
| ---- | --------------------------------- | ---------------------- | ------------------------------------------------- | -------------------------------- | ------ |
| 2016 | Cena Jamese Tiptreeho ml.         | When the Moon Was Ours | Nejlepší kniha                                    | Vítězství                        | [ 43 ] |
| 2016 | Debutová cena Williama C. Morrise | The Weight of Feathers | Nejlepší debut pro mládež                         | Nominace (finalista)             | [ 44 ] |
| 2016 | National Book Award               | When the Moon Was Ours | Národní literární cena za literaturu pro mladé    | Nominace (širší výběr kandidátů) | [ 45 ] |
| 2017 | Čestná cena Stonewall             | When the Moon Was Ours | Literatura pro děti a mládež                      | Vítězství                        | [ 46 ] |
| 2018 | Northern California Book Award    | Wild Beauty            | Nejlepší kniha, Dětská literatura, Starší čtenáři | Nominace (finalista)             | [ 47 ] |